# Pejzaż z rozbójnikami dzielącymi łup
Pejzaż z rozbójnikami dzielącymi łup – obraz olejny namalowany przez flamandzkiego malarza Jana Brueghla (starszego) w 1605, znajdujący się w zbiorach Muzeum Narodowego w Warszawie.

## Opis
Obraz namalowany przez Brueghla na desce dębowej przedstawia gąszcz drzew w lesie, między którymi płynie zarośnięty wąski strumień co tworzy iluzję głębi. Prawdopodobnie niektóre partie krajobrazu namalował flamandzki malarz Abraham Govaerts. Gęsty las wyraźnie dominuje nad postaciami widocznymi na płótnie. Po lewej stronie znajdują się dzielący łup żołnierze maruderzy, którzy odłączyli się od oddziału w celach rabunkowych. Po prawej stronie leży zamordowana przez nich ofiara z nogami opartymi o przewrócone drzewo. Postacie zostały namalowane przez flamandzkiego malarza Sebastiana Vrancxa. Ponura tematyka obrazu nawiązuje do niespokojnych czasów wojny osiemdziesięcioletniej (1568–1648), która miała na celu podporządkowanie Niderlandów władzy Hiszpanii Habsburgów. 
Obraz Brueghla to pejzaż komponowany, tworzony w pracowni malarza z poszczególnych, realistycznie obserwowanych elementów. Konstrukcja takiego pejzażu poddana była pewnemu schematowi, który miał podkreślać aspekt malowniczości. Taki typ pejzażu ukazujący zamknięty, z bliska widziany wycinek lasu stworzyli niezależnie, około 1600 autor obrazu Jan Brueghel (starszy) i Gillis van Coninxloo.